# Jan Bartoloměj Klosse
Jan Bartoloměj Klosse (německy Johann Bartholomäus Klosse, také Kloss, Klose, Gloss, Glose)) (17. století Würzburg – 1679 Praha) byl německý barokní malíř a kreslíř.

## Život a dílo
Z počátku byl činný v Německu, kde ho poznal při svém pobělohorském exilu český malíř Karel Škréta Šotnovský ze Závořic. Ten poté co se vrátil do Čech a konvertoval na katolickou víru, zřejmě časem přivedl do Prahy i Jana Bartoloměje Klosse. Ten se v Praze 29. ledna 1668 oženil s jistou Helenou Prudencií Strakotovou, s níž měl později pět dětí. Svědkem na svatbě byl Karel Škréta, který zároveň ručil při jeho přijetí za měšťana Starého Města pražského dne 11. března 1669. V roce 1670 byl přijat za člena cechu pražských staroměstských malířů a pravděpodobně byl členem Škrétovy malířské dílny. Pro pražský kostel Panny Marie Na louži vytvořil oltářní obraz Ukřižovaný s pannou Marií a sv. Janem Křtitelem. Podle jeho kreseb ryli a zhotovovali rytiny Bartoloměj II. Kilian (1630-1696),Wolfgang Kilian, Gerard de Groos a J. Somma. Jeho žákem byl Martin Tepper. Kromě náboženských motivů maloval i portréty, krajiny a zátiší. Zemřel v srpnu 1679 a dne 27. srpna 1679 byl pochován v kostele svatého Havla, kde je rovněž pohřben Karel Škréta.
Nejstarší dcera Františka Helena se v roce 1693 provdala za malíře Petra Brandla.